# Go! Yama Girl
是香港電視廣播有限公司的旅遊節目，第一輯由李佳芯、蔡思貝、陳嘉寶、王敏奕、曹思詩、葉麗嘉、方珈悠擔任主持，第二輯則由蔣家旻、歐陽巧瑩、陳婉衡、張秀文、陳偉琪擔任主持。本節目於J2首播，第一輯於2014年5月12日至8月7日香港時間逢星期一至四21:25-21:30在J2播出，及於myTV提供網上節目重溫（集數上傳後一個月後會刪除），第二輯於2014年11月24日至2015年1月1日香港時間逢星期一至四21:25-21:30在J2播出。

## 每集內容

### 第一輯
| 集數 | 播映日期 | 主題                                                  | 主持                   |
| 01   | 5月12日  | 「Yama Girl」大浪灣起步                               | 李佳芯、蔡思貝         |
| 02   | 5月13日  | 「Yama Girl」大浪西灣的「自然博物館」                 | 李佳芯、蔡思貝         |
| 03   | 5月14日  | 大浪西灣270度的快樂盛宴                               | 李佳芯、蔡思貝         |
| 04   | 5月15日  | 後花園的沙皇宮—「鹹田灣」                             | 李佳芯、蔡思貝         |
| 05   | 5月19日  | 沒有高攀不起的山—黃龍石澗                             | 蔡思貝、陳嘉寶         |
| 06   | 5月20日  | 花見於黃龍石澗                                        | 蔡思貝、陳嘉寶         |
| 07   | 5月21日  | 細嚐黃龍石澗好風景                                    | 蔡思貝、陳嘉寶         |
| 08   | 5月22日  | 七十呎的流水畫作—黃龍瀑                               | 蔡思貝、陳嘉寶         |
| 09   | 5月26日  | 大澳奇妙的「小矮人」紅樹林                            | 蔡思貝、陳嘉寶         |
| 10   | 5月27日  | 大澳迷人的彎路景致                                    | 蔡思貝、陳嘉寶         |
| 11   | 5月28日  | 大澳另一「香港地」體驗                                | 蔡思貝、陳嘉寶         |
| 12   | 5月29日  | 小嘗試大滿足 大澳野外Shabu Shabu                      | 蔡思貝、陳嘉寶         |
| 13   | 6月2日   | 南大嶼山傳奇路段—鳳凰徑                               | 王敏奕、曹思詩         |
| 14   | 6月3日   | 一草一木的雙重個性—南大嶼山                           | 王敏奕、曹思詩         |
| 15   | 6月4日   | 大自然的智慧—南大嶼山                                 | 王敏奕、曹思詩         |
| 16   | 6月5日   | 與世隔絕的玩味海灘—籮箕灣                             | 王敏奕、曹思詩         |
| 17   | 6月9日   | 市區隱世綠洲—烏蛟騰                                   | 蔡思貝、陳嘉寶         |
| 18   | 6月10日  | 新界的迷城仙蹤—三椏村                                 | 蔡思貝、陳嘉寶         |
| 19   | 6月11日  | 三椏涌營地細嚐旅行的味道                              | 蔡思貝、陳嘉寶         |
| 20   | 6月12日  | 紅石門的赤紅誘惑                                      | 蔡思貝、陳嘉寶         |
| 21   | 6月16日  | 大海的恩賜—海下灣                                     | 蔡思貝、陳嘉寶         |
| 22   | 6月17日  | 香港有個大堡礁—海下灣                                 | 蔡思貝、陳嘉寶         |
| 23   | 6月18日  | 頑蛇石中尋—蛇石坳                                     | 蔡思貝、陳嘉寶         |
| 24   | 6月19日  | 走過歷史的痕跡—荔枝莊                                 | 蔡思貝、陳嘉寶         |
| 25   | 6月23日  | 勇闖印塘海「鬼域」—鎖羅盤                             | 李佳芯、蔡思貝         |
| 26   | 6月24日  | 鎖羅盤的大自然「新房客」                              | 李佳芯、蔡思貝         |
| 27   | 6月25日  | 印塘海怡情小島—鴨洲和吉澳                             | 李佳芯、蔡思貝         |
| 28   | 6月26日  | 另類海上大排檔—吉澳                                   | 李佳芯、蔡思貝         |
| 29   | 6月30日  | 寧靜之鄉—南丫島北角村                                 | 王敏奕、葉麗嘉         |
| 30   | 7月1日   | 守護簡樸家園—南丫島榕樹灣                             | 王敏奕、葉麗嘉         |
| 31   | 7月2日   | 風之旅—南丫島珍貴資源                                 | 王敏奕、葉麗嘉         |
| 32   | 7月3日   | 南丫家樂徑—暢談小島的驕傲                             | 王敏奕、葉麗嘉         |
| 33   | 7月7日   | 穿越古今的東涌炮台                                    | 蔡思貝、陳嘉寶         |
| 34   | 7月8日   | 新市鎮舊香港－馬灣涌                                  | 蔡思貝、陳嘉寶         |
| 35   | 7月9日   | 東涌紅樹林 孕育「幼稚園」小生物                       | 蔡思貝、陳嘉寶         |
| 36   | 7月10日  | 用雙手栽種奇蹟－彌勒山山腰                            | 蔡思貝、陳嘉寶         |
| 37   | 7月14日  | 海上無人島－西貢白沙洲                                | 陳嘉寶、曹思詩         |
| 38   | 7月15日  | 桑梓之邦－鹽田梓                                      | 陳嘉寶、曹思詩         |
| 39   | 7月16日  | 蒙恩寵之地－鹽田梓                                    | 陳嘉寶、曹思詩         |
| 40   | 7月17日  | 盛夏行山好時機－鹽田梓                                | 陳嘉寶、曹思詩         |
| 41   | 7月21日  | 蒲台島闖蕩 原居民細說紫菜之謎                         | 曹思詩、方珈悠         |
| 42   | 7月22日  | 蒲台島大灣沙灘 「捕捉」快樂時光                       | 曹思詩、方珈悠         |
| 43   | 7月23日  | 蒲台島的「山步」小驚喜                                | 曹思詩、方珈悠         |
| 44   | 7月24日  | 蒲台島]的頑石「雕刻家」                               | 曹思詩、方珈悠         |
| 45   | 7月28日  | 擋不住的壯麗－西貢東萬宜東壩                          | 曹思詩、方珈悠         |
| 46   | 7月29日  | 大地騷動顯神功－破邊洲六角柱石                        | 曹思詩、方珈悠         |
| 47   | 7月30日  | 獨一無二的「藍海」地帶－西貢東糧船灣                  | 曹思詩、方珈悠         |
| 48   | 7月31日  | 直立板上浪擊青春 橋咀島探索海洋奧妙                   | 曹思詩、方珈悠         |
| 49   | 8月4日   | 馬草壟營地 建立小天地                                 | 李佳芯、蔡思貝、曹思詩 |
| 50   | 8月5日   | 馬草壟營地 從音樂中找尋簡單的快樂                     | 李佳芯、蔡思貝、曹思詩 |
| 51   | 8月6日   | 馬草壟營地 發揚「發掘精神」                           | 李佳芯、蔡思貝、曹思詩 |
| 52   | 8月7日   | 「Yama Girl」最後的心聲－在「女行」中讚頌香港自然之美 | 李佳芯、蔡思貝、曹思詩 |

### 第二輯
| 集數 | 播映日期 | 主題                                           | 主持             |
| 01   | 11月24日 | Yama Girl再出發－探索東平洲的歷史痕跡          | 張秀文、歐陽巧瑩 |
| 02   | 11月25日 | 全方位「鳥瞰」東平洲「斬頸洲」                 | 張秀文、歐陽巧瑩 |
| 03   | 11月26日 | 東平洲之旅—龍落淺水「看」石頭                  | 張秀文、歐陽巧瑩 |
| 04   | 11月27日 | 東平洲之旅—五星級更樓石                        | 張秀文、歐陽巧瑩 |
| 05   | 12月1日  | 大嶼山之旅 － 鳳凰徑上探索大自然奧妙           | 張秀文、陳婉衡   |
| 06   | 12月2日  | 大嶼山之旅 － 水口灣挖蜆大發現                 | 張秀文、陳婉衡   |
| 07   | 12月3日  | 大嶼山之旅 － 籮箕灣營地分享獨家美味           | 張秀文、陳婉衡   |
| 08   | 12月4日  | 大嶼山之旅 － 顛覆想象的石壁美景               | 張秀文、陳婉衡   |
| 09   | 12月8日  | 香港「水」之美 － 流水響水塘、鶴藪水塘和沙螺洞 | 歐陽巧瑩、陳偉琪 |
| 10   | 12月9日  | 流水響之行 －「女行」途上以音樂與大自然和應    | 歐陽巧瑩、陳偉琪 |
| 11   | 12月10日 | 以不同角度細看鶴藪水塘之美                     | 歐陽巧瑩、陳偉琪 |
| 12   | 12月11日 | 「張屋」百年建築 見證居民生活變遷              | 歐陽巧瑩、陳偉琪 |
| 13   | 12月15日 | 「Yama Girl」細看城門水塘的不同美景            | 張秀文、陳偉琪   |
| 14   | 12月16日 | 「Yama Girl」訴說加港兩地遠足大不同            | 張秀文、陳偉琪   |
| 15   | 12月17日 | 「Yama Girl」拆解城門水塘「威水史」            | 張秀文、陳偉琪   |
| 16   | 12月18日 | 「Yama Girl」為水的生命力重新定義              | 張秀文、陳偉琪   |
| 17   | 12月22日 | 大帽山登高 － 由川龍早茶到醉人日落             | 蔣家旻、歐陽巧瑩 |
| 18   | 12月23日 | 大帽山登高 － 川龍中探索西洋菜美味奧秘         | 蔣家旻、歐陽巧瑩 |
| 19   | 12月24日 | 大帽山之最 － 古老的地衣與浪漫的芒草           | 蔣家旻、歐陽巧瑩 |
| 20   | 12月25日 | 大帽山之行 －夕陽下分享特別「便當」            | 蔣家旻、歐陽巧瑩 |
| 21   | 12月29日 | 石澳之行 － 探索香港消失的歷史                 | 陳偉琪、陳婉衡   |
| 22   | 12月30日 | 龍脊之行 － 平凡中發現瑰寶                     | 陳偉琪、陳婉衡   |
| 23   | 12月31日 | 五星級景點 大嘆美味火鍋                        | 陳偉琪、陳婉衡   |
| 24   | 1月1日   | 古碉樓與燈塔 發掘消失的香港故事                | 陳偉琪、陳婉衡   |

## 記事
- 2014年7月16日：由於直播《FINA跳水世界盃2014》 ，本節目順延至22:05-22:10播出。
- 2014年7月17日：由於直播《FINA跳水世界盃2014》 ，本節目順延至22:00-22:05播出。
- 2014年12月3日：由於直播《2014 Mnet Asian Music Awards》 ，本節目順延至23:35-23:40播出。

## 外部連結
- 無綫電視節目網頁 - Go! Yama Girl（第一輯） （页面存档备份，存于）
- 無綫電視節目網頁 - Go! Yama Girl（第二輯） （页面存档备份，存于）

| 香港 無綫電視J2 星期一至四 21:25-21:30 節目 · 7月16日 22:05-22:10 · 7月17日 22:00-22:05 | 香港 無綫電視J2 星期一至四 21:25-21:30 節目 · 7月16日 22:05-22:10 · 7月17日 22:00-22:05 | 香港 無綫電視J2 星期一至四 21:25-21:30 節目 · 7月16日 22:05-22:10 · 7月17日 22:00-22:05 |
| --------------------------------------------------------------------------------------- | --------------------------------------------------------------------------------------- | --------------------------------------------------------------------------------------- |
|                                                                                         | Go! Yama Girl 第一輯 （2014年5月12日－8月7日）                                          |                                                                                         |
| 旅遊節目 （20:30-21:30）                                                                | 旅遊節目 （20:30-21:30）                                                                |                                                                                         |
| 香港 無綫電視J2 星期一至四 21:25-21:30 節目 · 12月3日 23:35-23:40                       |                                                                                         |                                                                                         |
| 旅遊節目 （20:30-21:30）                                                                | GO! Yama Girl 第二輯 （2014年11月24日－2015年1月1日）                                   | 旅遊節目 （20:30-21:30）                                                                |